# Jezero (Bosznia-Hercegovina)
Jezero (szerbül: Језеро) falu és község Bosznia-Hercegovinában, Bosanska krajina területén, a Szerb Köztársaságban. Jezero községet a boszniai háború után hozták létre a háború előtti Jajca község egy részéből és a Szerb Köztársasághoz csatolták.

## Fekvése
Bosznia-Hercegovina közép-nyugati részén, Banja Lukától légvonalban 48, közúton 70 km-re délre, a Pliva-folyó két partján és a Pliva-tó nyugati végében található. A terület hegyes és völgyes. A magasság 432 és 1267 méter között mozog. A település hegyei a Gorica és a Sinjakovo, vizei a Pliva és a Jošavka folyók mellékfolyóikkal. A Pliva a Pliva-tóba ömlik, amely a Jajce I. vízierőmű természetes víztározója. A sebes pisztrángokban gazdag Pliva-folyó dél-északi irányban halad át Jezero központján. A település felett a keleti oldalon található az uralkodó Otomalj-hegy (1054 m), lábánál pedig két kisebb tó, a Veliki és Mali Đol található a Draganovac folyóval. A Plivába baloldalról a Perućica, nyugatról a Jošavka-patak ömlik. Délnyugaton található a Lisine-hegy (csúcsa a Skok 654 m magas), a Sinjakovo (1101 m) csúcsaival, és északra a Dubrava (736 m). 
A községhez az azonos nevű település mellett további 10 falu tartozik: Barevo, Borci, Bravnice, Čerkazovići, Drenov Do, Đumezlije, Kovačevac, Ljoljići, Perućica és Prisoje.

## Népessége

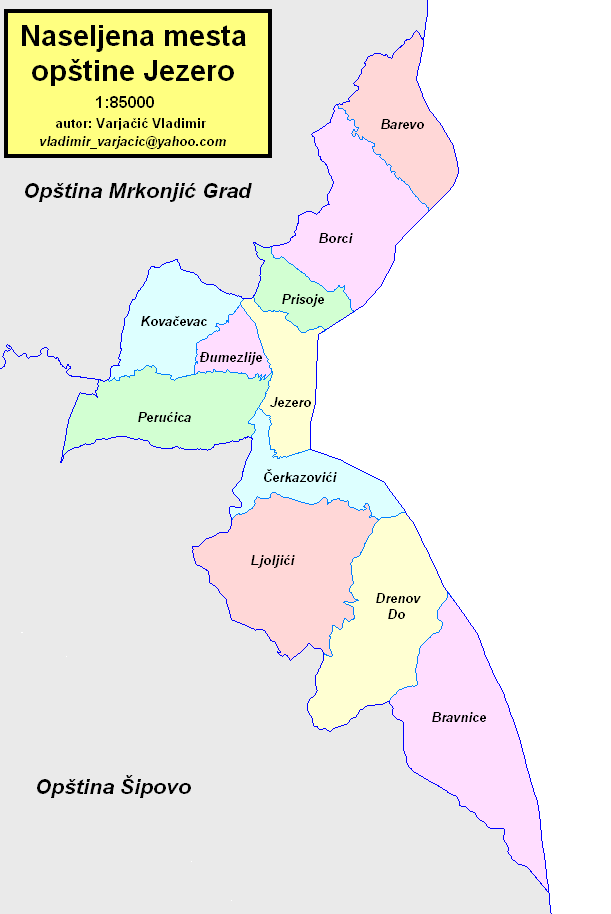
Jezero község települései

### A község népessége
| Nemzetiségi csoport | Népesség 1991 | Népesség 2013 |
| ------------------- | ------------- | ------------- |
| Szerb               | 2278          | 841           |
| Bosnyák             | 1384          | 287           |
| Horvát              | 1131          | 11            |
| Jugoszláv           | 59            | 1             |
| Egyéb               | 0             | 4             |
| Összesen            | 4889          | 1144          |

### A település népessége
| Nemzetiségi csoport | Népesség 1991 | Népesség 2013 |
| ------------------- | ------------- | ------------- |
| Szerb               | 282           | 360           |
| Bosnyák             | 477           | 213           |
| Horvát              | 33            | 4             |
| Jugoszláv           | 34            | 0             |
| Egyéb               | 8             | 3             |
| Összesen            | 834           | 581           |

## Története
A Pliva folyó és a Pliva-tó találkozásánál már a történelem előtti időkben település alakult ki, erről tanúskodnak az Otomalj-hegy alatti Vagan-hegyen található vár és erőd maradványa. A legenda szerint Teuta illír királyné (Kr. e. 231-228) itt csatornát ásatott, így az erőd azon a dombon maradt, ahol a település nagy része ma is található. Az ókorban ezt a területet a maezai illír törzs lakta. A híres római útitérképen, a Peutinger-táblán (Tabula Peutingeriana) található Indenea jelzett útállomása. A Majdan – Sinjakovo körzetben bányászat nyomai találhatók, ahol réz- és vasércbányák voltak, amelyekben a rómaiak óta a mai napig kitermeltek. A Salonából Servitiumba (Bosanska Gradiška) vezető római út egyik ága a Pliva-folyó völgyén haladt át Kupres – Janj – Šipovo – Jezero na Pliva irányában, Leusaba, a jelenlegi Mrkonjić Grad felé.
A középkori Bosnyák Királyságban ez a terület Luka plébániájához, Donji Kraji földjéhez tartozott. A Pliva folyó bal partján, a Vaganj/Vagan domb alatt erődítmény, alatta pedig a városi státuszú Jezero település volt. A jezerói Szent György (Đurđa) templomot Katarina Kosača Kotromanić bosnyák királyné építtette. A bosnyák királyság 1463-as bukásával Jezerski grad település a Jajcai bánság része lett, amely körül Hunyadi Mátyás hadai döntő csatákat vívtak Európa megmentéséért. A vár alatt 1492-ben ferences kolostor állt, amelyet 1528-ban az oszmánok elpusztítottak. A várral rendelkező települést először 1660-ban említik Gölhissar néven (Đol-Hisar – Tóváros, Tóvár, Rózsavár). Az erődítményt 1833 előtt elhagyták, és a 17. és 19. századi útleírásokon kívül nem maradt fenn nyoma.

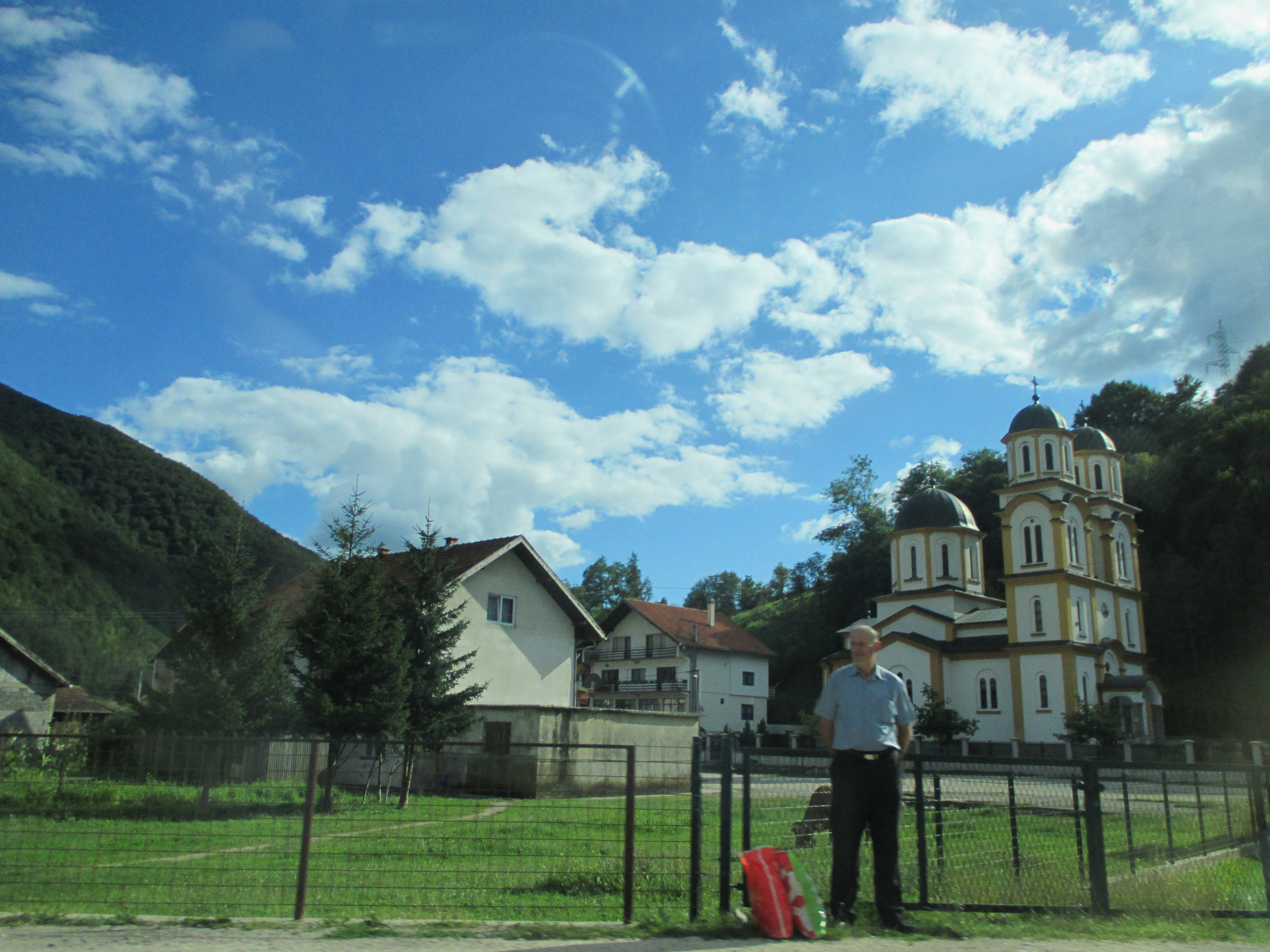
A Szent Lázár ortodox templom

1528-1580 között Jezero település a Klisszai szandzsák része volt. A Pannónia felé vezető út pihenőhelyeként kereskedő jellegű településsé fejlődött, erről tanúskodik az első, 1644-ben itt feljegyzett vendégfogadó. A 18. századtól a ključi kapitánysághoz tartozott. Jezerót először Evlija Cselebi 1660-as útleírásában, valamint a 19. és 20. századi útleírásokban említették az akkori utazók kedvenc kirándulóhelyeként, akik Kasmírhoz és Velencéhez hasonlították. A 15. – 19. századi topográfiai térképeken Lestro, Iesero, Lesero, Lessero, Iessere néven jegyezték fel a települést. Ivan Kukuljević Sakcinski 1850-ben írta, hogy a települést „Bielo Jezero” városnak, a helyet pedig "Bosnyák Velencének"-nek nevezték. 
A település 1878-ig tartozott az Oszmán Birodalomhoz, majd az Osztrák-Magyar Monarchia része lett. 1879-ben az első osztrák-magyar népszámlálás során Jezero önálló község volt, melyhez Čerkazović, Djumezlije, Jezurine, Jezero, Ljoljići és a Žavljine települések tartoztak. A községen belül Jezero településnek 114 háza és 561 muszlim lakosa volt. 1910-ben a Jezero-Prisoje községhez tartozó településen 165 házat, 91 ortodox szerb, 613 muszlim és 8 katolikus lakost találtak. Nagyobb jelentőséget kapott a település, amikor Ota Štejnbas 1913-ban megépítette a keskeny nyomtávú vasutat tranzit- és átrakóállomásként. Később ez a vasút kulcsszerepet fog játszani a második világháborúban. 1970-ben megszűnt, mint veszteséges keskeny nyomtávú vasút. A monarchia szétesésével 1918-ben előbb a Szerb-Horvát-Szlovén Királyság, majd 1929-től a Jugoszláv Királyság része. A Jugoszláv Királyság idején Jezero-Prisoje község részeként Jezero a Vrbaska banovina része volt, Jugoszlávia megszállása után a falu a Független Horvát Állam (NDH) része lett. 1921-ben Jezero-Prisoje községnek összesen 373 háza és 1799 lakosa volt. 1945-től a település a szocialista Jugoszlávia része volt. A településen az 1991-es népszámlálás adatai szerint 834-en éltek. A Bosznia-Hercegovinában zajló polgárháború idején a Visoko Krajina többi településéhez hasonlóan a Boszniai Szerb Köztársaság része volt. A háború előtt Jezero település Jajca községhez tartozott. A daytoni békeszerződés aláírása után a két entitás közötti demarkációs vonal elválasztotta Jezerót Jajcától. Jezero községet a Szerb Köztársaság Nemzetgyűlésének 1996. júniusi határozatával alapították.
Jezero község számos természeti erőforrásával, történelmével és földrajzi elhelyezkedésével rendkívül jó feltételeket biztosít a turizmus fejlődéséhez.

## Kultúra
- A „KUD Pliva Jezero” kulturális és művészeti egyesület mintegy 50 taggal rendelkezik

## Gazdaság
A település gazdasága a természeti adottságoknak köszönhetően az állattenyésztésre összpontosul. A szarvasmarha- és juhgazdaságok elsősorban a hús- és tejtermelésre irányulnak. A friss tej előállításával és értékesítésével foglalkozó mezőgazdasági termelők száma nem elhanyagolható. Ami a juhtenyésztést illeti, ez kevésbé elterjedt, mint a szarvasmarhatartás, de több olyan gazda is akad, aki 20-200 darab juhból álló állományt nevel. Hegyvidékünkről származó báránysült ősidők óta ismert.
Az önkormányzat területén több sikeres méztermelő is működik, akik jó minőségű erdei és réti mézet termelnek, de egyelőre jó feltételeik ellenére sem tudják bővíteni a termelést. A község gazdái a közelmúltban telepítettek pár bogyós (málna) növény ültetvényt, és már az uborka termesztése is jelen van a községben. A mezőgazdasági termelés területén a jezerai „Halásztelepen” kívül nincs bejegyzett mezőgazdasági termelés, ugyanakkor jelenleg is zajlik a „Mezőgazdasági Egyesület” megalakulása.

## Turizmus
Jezero település jelentős vízi potenciállal rendelkezik (Pliva, Jošavka és Perućica folyók, Đol Ljoljićiban). Ez a bőség felhasználható a turizmus és a vízkészletek, az ökológia fejlesztésére és az ökológiailag egészséges környezet megőrzésére. Jezero település a Pliva folyó völgyében található, félúton Jajce és Šipovo között, 430 m tengerszint feletti magasságban. A Jezero sajátossága, hogy közvetlenül a Pliva folyó és a Nagy Pliva-tó találkozásánál található, gyönyörű hegyvonulattal körülvéve. A Plivai tavon kívül két másik tó található a közelben, a Veliki és a Mali Đol, amelyek rendkívül népszerűek a halászok körében. Emellett a tó kiváló feltételeket kínál a siklóernyőzésre, túrázásra és hegyi kerékpározásra.

## Sport
- A Tadija és Slobodan Kačar Jezero ökölvívó klub 2013-ban alakult, ma mintegy 20 tagja van

## Nevezetességei

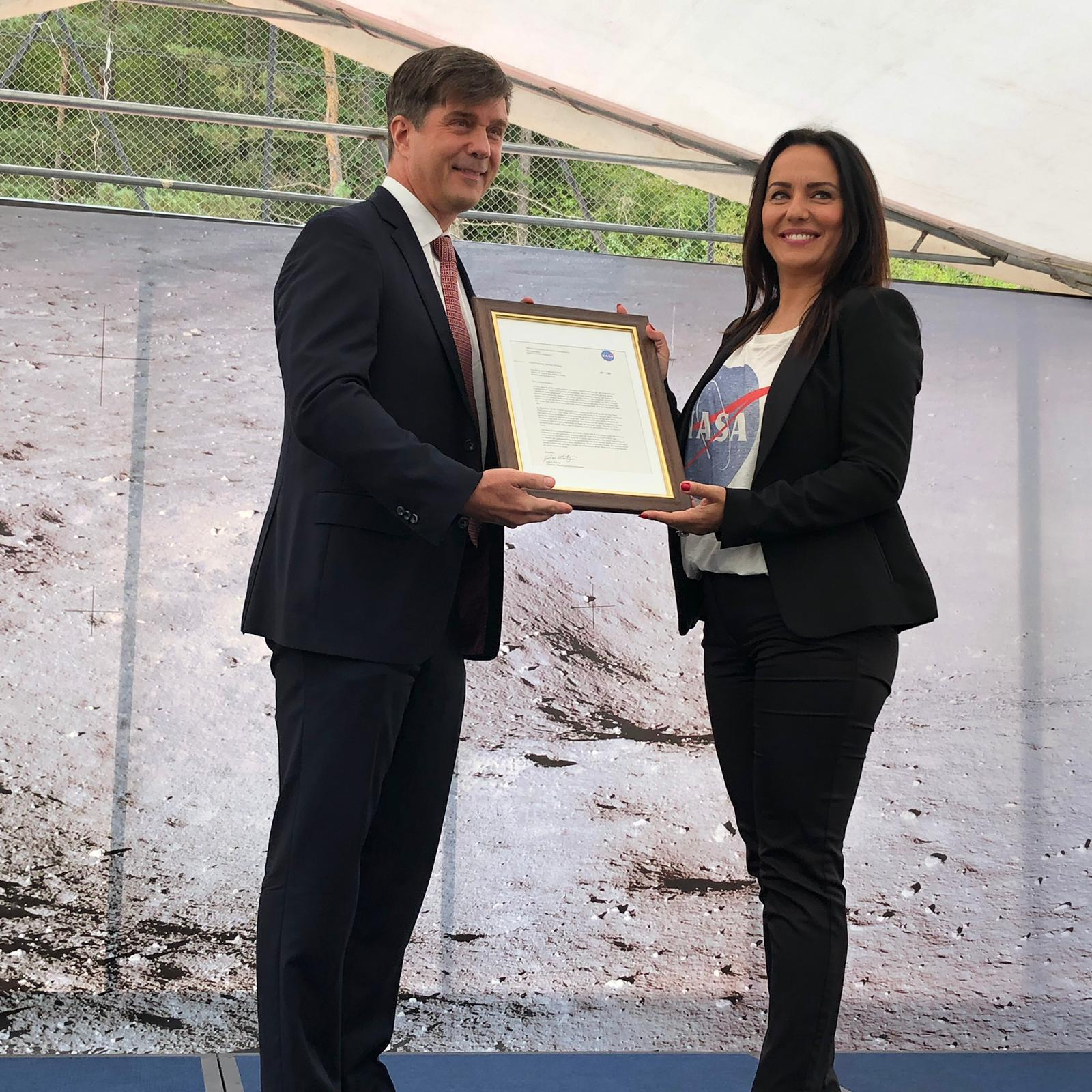
Eric Nelson, az Egyesült Államok Bosznia-Hercegovina-i nagykövete bekeretezett oklevelet nyújt át Snezana Ružičićnak, Jezero település polgármesterének. A NASA Mars-kutatási igazgatója, James Watzin levele tiszteletét fejezte ki a balkáni kisvárosnak a Jezero-kráterhez, a NASA közelgő Mars 2020 küldetésének leszállóhelyéhez való kapcsolatának alkalmából.

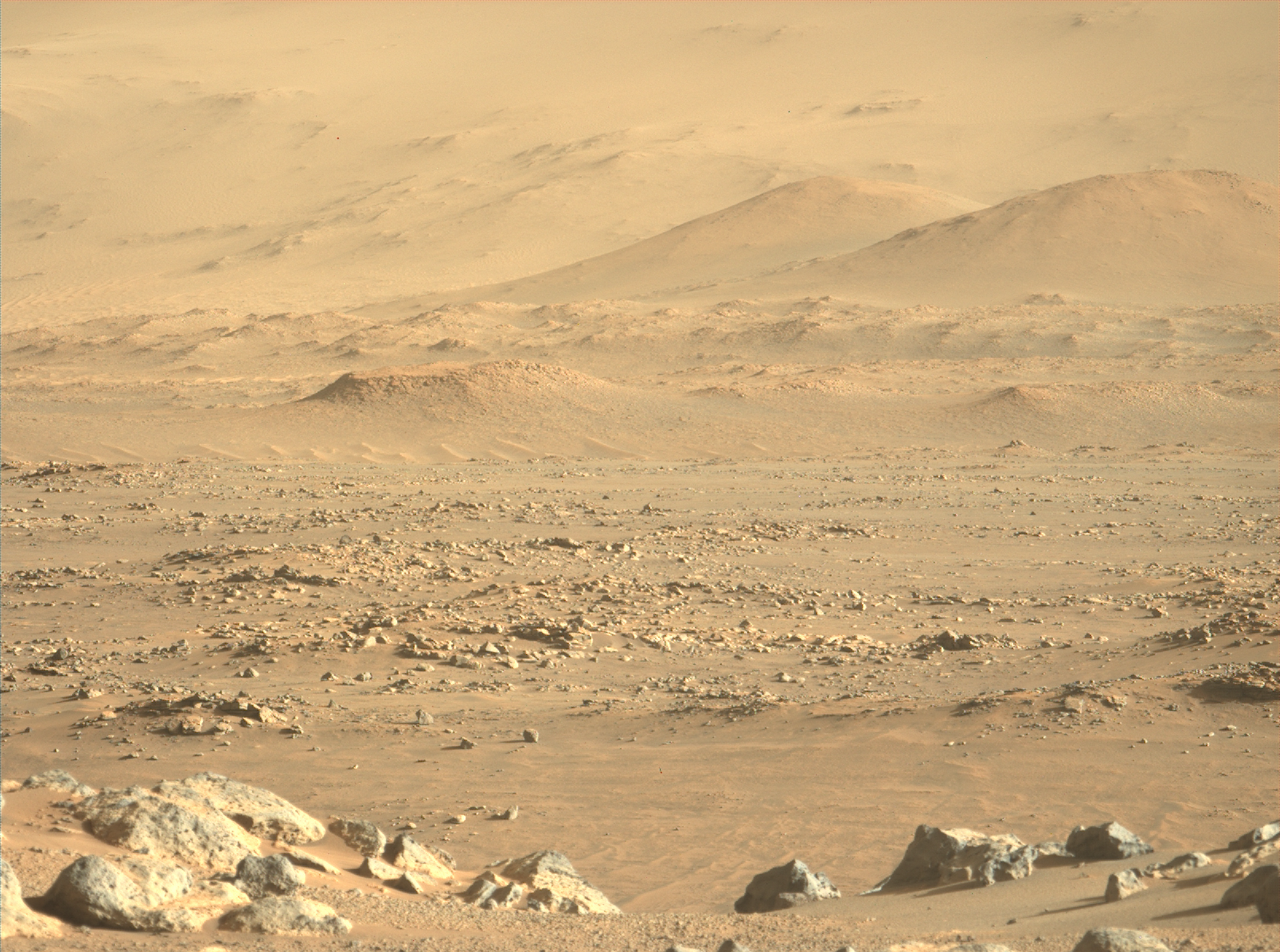
A Jezero-kráter a Marson a Perseverance felvételén

- A Jezero településen található a jezerói Bajazid szultán mecset, amely 1512-1524 között épült. A mecsetet a bosznia-hercegovinai háború idején 1992. június 2-án lerombolták. 2006-ban újjáépítették.[7]

- Jezero első ortodox temploma még az osztrák-magyar uralom idején épült fából, az új Szent Lázár templom pedig kőből épült 1924-ben. A Független Horvát Állam 1942-ben lerombolta. 1949-ben restaurálták. A templomot 1995-ben a Horvát Védelmi Tanács és a Horvát Köztársaság Hadserege katonái gyújtották fel. A jajačko-mrkonjići parókiához, és a bihács-petrovai egyházmegyéhez tartozik.

- 2007-ben, egy ősi kráter-tó felfedezése után a Mars bolygón, az objektum a Jezero nevet kapta. A kráter erről a bosznia-hercegovinai településről kapta a Jezero nevet.[8] 2018 novemberében bejelentették, hogy a Jezero-krátert választották ki a 2020-ra tervezett Marsjáró-misszió leszállóhelyéül.[9] 2021. február 18-án a Perseverance rover sikeresen leereszkedett a Jezero-kráterbe.[10]

- Középkori vár maradványai a Pliva-tó partján, a vár alatt a ferences kolostor és templom maradványaival.[11]

- Jezero vasútállomását még az Osztrák-Magyar Monarchia idején 1913-ban építették, 2015-ben műemlékké nyilvánították.